# Capsidiol
O capsidiol é um composto terpenoide que se acumula no tabaco Nicotiana tabacum e na pimenta Capsicum annuum como resposta a uma infecção por fungos.  O capsidiol pertence à categoria das fitoalexinas, um grupo de metabólitos secundários vegetais de baixo peso molecular que são produzidos em resposta a uma infecção.  A produção das fitoalexinas sucede a uma resposta de curto prazo envolvendo a produção de radicais livres no local da infecção, que é seguida de um processo de longo prazo envolvendo a produção de hormônios e das enzimas que as sintetizam. 

## Mecanismo de produção
O capsidiol é produzido na pimenta Capsicum annuum e no tabaco Nicotiana tabacum após infecção pelo fungo oomiceto Phytophthora capsici. Este fungo se difunde no solo e ataca as partes inferiores das plantas, sendo os seus esporângios espalhados tanto pelas movimentação da terra por ferramentas agrpicolas como pela água de irrigação ou da chuva. A resposta inicial inclui a produção de espécies reativas de oxigênio, tais como H2O2.  O tratamento com H2O2 exógeno é suficiente para desencadear a produção do capsidiol.